# George A. Tice

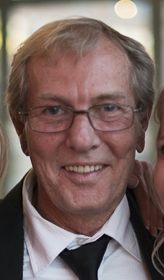
George A. Tice bei der George Eastman House Light and Motion Gala, 5. Mai 2014

George Andrew Tice (* 13. Oktober 1938 in Newark, New Jersey; † 16. Januar 2025 in Edison, New Jersey) war ein US-amerikanischer Fotograf, der für seine detailreichen Schwarz-Weiß-Fotografien bekannt wurde. Seine Arbeiten thematisierten häufig das Alltagsleben sowie die Landschaft der Vereinigten Staaten.

## Leben
George Tice begann im Alter von 14 Jahren zu fotografieren, als er auf Anraten eines Lehrers dem Carteret Camera Club beitrat. Ein Wendepunkt in seiner Ausbildung war die positive Beurteilung eines seiner Bilder durch einen professionellen Fotografen. Er besuchte für kurze Zeit die Newark Vocational and Technical High School, um sich in kommerzieller Fotografie ausbilden zu lassen, verließ die Schule jedoch im Alter von 16 Jahren, um als Dunkelkammerassistent in einem Porträtstudio in Newark zu arbeiten. Ein Jahr später trat er als Fotograf in die U.S. Navy ein. 1959 wurde eines seiner Fotos, das eine Explosion auf der USS Wasp zeigt, von Edward Steichen für das Museum of Modern Art (MoMA) erworben. In den folgenden Jahren arbeitete Tice als Porträtfotograf und war an der Gründung der Witkin Gallery beteiligt, einer der ersten Galerien für künstlerische Fotografie in den USA. Gleichzeitig begann er, sich zunehmend eigenen Projekten zu widmen und zu großformatigen Kameras überzugehen.
George Tice fotografierte in den 1960er Jahren die Amish-Gemeinden in Pennsylvania und veröffentlichte eine umfangreiche Fotoreportage über deren Leben. Seine Arbeiten thematisieren häufig architektonische und industrielle Elemente der amerikanischen Kultur sowie Stadt- und Landschaftsaufnahmen, insbesondere aus seinem Heimatstaat New Jersey.

## Ausstellungen und Sammlungen
Seine erste Einzelausstellung in New York hatte George Tice 1965 in der Underground Gallery. 1972 zeigte das Metropolitan Museum of Art seine Ausstellung Paterson, New Jersey. Weitere Ausstellungen folgten, darunter 2002 George Tice: Urban Landscapes im International Center of Photography (ICP). Seine Fotografien sind in über 100 Museumssammlungen weltweit vertreten, darunter das MoMA, das Metropolitan Museum of Art, das Art Institute of Chicago und das J. Paul Getty Museum.

## Auszeichnungen und Publikationen
George Tice erhielt zahlreiche Stipendien, unter anderem von der Guggenheim Foundation, der National Endowment for the Arts und dem New Jersey State Council on the Arts. Zu seinen wichtigsten Buchveröffentlichungen zählen Fields of Peace (1998), George Tice: Selected Photographs 1953–1999 (2001), Urban Landscapes (2002) und Paterson II (2006).